# Кормаранш-ан-Бюже
Кормара́нш-ан-Бюже́ (фр. Cormaranche-en-Bugey) — колишній муніципалітет у Франції, у регіоні Овернь-Рона-Альпи, департамент Ен. Населення — 828 осіб (2011).
Муніципалітет був розташований на відстані близько 410 км на південний схід від Парижа, 65 км на схід від Ліона, 45 км на південний схід від Бург-ан-Бресса.

## Історія
До 2015 року муніципалітет перебував у складі регіону Рона-Альпи. Від 1 січня 2016 року належав до нового об'єднаного регіону Овернь-Рона-Альпи.
1 січня 2019 року Кормаранш-ан-Бюже, Отвіль-Лон, Остія i Тезільє було об'єднано в новий муніципалітет Плато-д'Отвіль.

## Демографія
Динаміка населення (INSEE і Cassini ):
Розподіл населення за віком та статтю (2006):
| Стать | Всього | До 15 років | 15-24 | 25-44 | 45-64 | 65-85 | Понад 85 |
| --- | ------ | ----------- | ----- | ----- | ----- | ----- | -------- |
| Чоловіки | 448    | 83          | 94    | 86    | 130   | 55    | 0        |
| Жінки | 395    | 48          | 55    | 91    | 145   | 48    | 8        |
| \| Статево-вікова піраміда \| Статево-вікова піраміда \| Статево-вікова піраміда \| \| ----------------------- \| ----------------------- \| ----------------------- \| \| Чоловіки \| Вік \| Жінки \| \| 0 \| 85 + \| 8 \| \| 4 \| 80-84 \| 0 \| \| 8 \| 75-79 \| 16 \| \| 16 \| 70-74 \| 24 \| \| 27 \| 65-69 \| 8 \| \| 24 \| 60-64 \| 39 \| \| 24 \| 55-59 \| 24 \| \| 39 \| 50-54 \| 39 \| \| 43 \| 45-49 \| 43 \| \| 24 \| 40-44 \| 24 \| \| 20 \| 35-39 \| 31 \| \| 19 \| 30-34 \| 16 \| \| 23 \| 25-29 \| 20 \| \| 42 \| 20-24 \| 24 \| \| 52 \| 15-20 \| 31 \| \| 39 \| 10-14 \| 24 \| \| 24 \| 5-9 \| 16 \| \| 20 \| 0-4 \| 8 \| |        |             |       |       |       |       |          |
| Статево-вікова піраміда |        |             |       |       |       |       |          |
| Чоловіки | Вік    | Жінки       |       |       |       |       |          |
| 0 | 85 +   | 8           |       |       |       |       |          |
| 4 | 80-84  | 0           |       |       |       |       |          |
| 8 | 75-79  | 16          |       |       |       |       |          |
| 16 | 70-74  | 24          |       |       |       |       |          |
| 27 | 65-69  | 8           |       |       |       |       |          |
| 24 | 60-64  | 39          |       |       |       |       |          |
| 24 | 55-59  | 24          |       |       |       |       |          |
| 39 | 50-54  | 39          |       |       |       |       |          |
| 43 | 45-49  | 43          |       |       |       |       |          |
| 24 | 40-44  | 24          |       |       |       |       |          |
| 20 | 35-39  | 31          |       |       |       |       |          |
| 19 | 30-34  | 16          |       |       |       |       |          |
| 23 | 25-29  | 20          |       |       |       |       |          |
| 42 | 20-24  | 24          |       |       |       |       |          |
| 52 | 15-20  | 31          |       |       |       |       |          |
| 39 | 10-14  | 24          |       |       |       |       |          |
| 24 | 5-9    | 16          |       |       |       |       |          |
| 20 | 0-4    | 8           |       |       |       |       |          |

## Економіка
2010 року серед 588 осіб працездатного віку (15—64 років) 433 були активними, 155 — неактивними (показник активності 73,6%, у 1999 році було 75,7%). З 433 активних мешканців працювало 427 осіб (243 чоловіки та 184 жінки), безробітними було 6 (3 чоловіки та 3 жінки). Серед 155 неактивних 50 осіб було учнями чи студентами, 59 — пенсіонерами, 46 були неактивними з інших причин.

У 2010 році в муніципалітеті числилось 322 оподатковані домогосподарства, у яких проживали 787,5 особи, медіана доходів виносила 20 949 євро на одного особоспоживача